# Satyria pilosa
Satyria pilosa är en ljungväxtart som beskrevs av A. C. Smith. Satyria pilosa ingår i släktet Satyria och familjen ljungväxter. Inga underarter finns listade i Catalogue of Life.